# Pantinia darwini
Pantinia darwini är en insektsart som beskrevs av William Edward China 1962. Pantinia darwini ingår i släktet Pantinia och familjen Peloridiidae. Inga underarter finns listade i Catalogue of Life.